# Ornela Vorpsi
Ornela Vorpsi, född 1968 i Tirana, är en albansk författare, konstnär och fotograf.

## Biografi
Ornela Vorpsi föddes och växte upp i Tirana, Albanien, men emigrerade till Italien 1991. Hon har studerat vid Universitetit të Arteve (Academy of Fine Arts) i Tirana och vid Accademia di Belle Arti di Brera (Academy of Fine Arts of Brera) i Milano. Sedan 1997 bor hon i Paris.  

## Författarskap
Ornela Vorpsi skriver på italienska men tänker och pratar på fyra olika språk. Hon beskriver Paris, där hon bor, som en "neutral plats" och även om hon inte har bott i Albanien sedan 1991 känner hon sig helt och hållet albansk.
Debutromanen Il paese dove non si muore mai ("Landet där man aldrig dör") utspelar sig i 70-talets Albanien och är en berättelse om en flicka som växer upp i ett land förtryckt av kommunism, diktatur och fattigdom. Vorpsi beskriver en kultur som bestraffar sexualiteten men samtidigt längtar efter den, och där kvinnornas hådaste kritiker är andra kvinnor. Romanen kom ut i fransk översättning 2004 och publicerades på originalspråket italienska året därpå. Den är översatt till flera språk, inklusive norska och danska, men inte till svenska.

### Utgivet på italienska
- Il paese dove non si muore mai (roman, 2005)
- Vetri rosa (novell, 2006)
- La mano che non mordi (roman, 2007)
- Bevete cacao Van Houten! (noveller, 2010)
- Fuorimondo : storia di una ragazza di oggi (roman, 2012)

### Utgivet på engelska
- Nothing obvious (fotografier, 2001)
- The country where no one ever dies (Il paese dove non si muore mai) (roman, översatt från italienskan av Robert Elsie och Janice Mathie-Heck, 2009) [7]